# Ghiacciaio Murato
Il ghiacciaio Murato (in inglese Wallend Glacier) è un ghiacciaio situato sulla costa di Oscar II, nella parte orientale della Terra di Graham, in Antartide. Il ghiacciaio, il cui punto più alto si trova 1.248 m s.l.m., fluisce verso est a partire dall'altopiano Proibito fino ad unire il proprio flusso a quello del ghiacciaio Green.

## Storia
Il ghiacciaio Murato è stato mappato dal British Antarctic Survey, che all'epoca si chiamava ancora Falkland Islands and Dependencies Survey, grazie a fotografie aeree scattate durante dalla stessa agenzia nel 1955 ed è stato poi così battezzato dal Comitato britannico per i toponimi antartici in associazione col fatto che il ghiacciaio risulta circondato e chiuso su tre lati dalle scarpate del suddetto altopiano.